# Edith Clarke
Ne doit pas être confondu avec Édith Clark.
Pour les articles homonymes, voir Clarke.
Edith Clarke (née le 10 février 1883 dans le comté de Howard (Maryland) et morte le 29 octobre 1959) est une physicienne et ingénieure américaine. Elle est aussi l'autrice de Circuit Analysis of A-C Power Systems. Elle est la première femme à avoir été employée comme ingénieure électrique aux États-Unis, à avoir enseigné cette matière, à avoir publié dans l'American Institute of Electrical Engineers, dont le travail d'ingénieure a été reconnu par l'association Tau Beta Pi et à avoir été élue membre de l'American Institute of Electrical Engineers.

## Biographie
Née dans une famille de 9 enfants, les parents d'Edith Clarke sont le juriste John Ridgely Clarke et Susan Dorsey Owings. Devenue orpheline à 12 ans, elle est élevée par une sœur aînée. Elle utilise son héritage pour étudier les mathématiques et l'astronomie au Vassar College, où elle obtient son diplôme en 1908.
Par la suite, Clarke enseigne les mathématiques et la physique dans une école privée de San Francisco ainsi qu'à l'université Marshall. Elle étudie également le génie civil à l'université du Wisconsin à Madison, mais quitte pour devenir un "calculateur humain" à AT&T en 1912. Elle travaille sous la direction de George Campbell. À la même époque, elle étudie en cours du soir le génie électrique à l'université Columbia.
En 1918, Clarke fréquente le Massachusetts Institute of Technology et devient, l'année suivante, la première femme à obtenir de cette institution une maîtrise en génie électrique.